# DP Danmark A/S
DP Danmark A/S, tidligere Dansk Papirforsyning A/S, er en dansk virksomhed grundlagt i 1940 med udgangspunkt i mangelvaresitutationen under og efter 2. verdenskrig. Virksomheden var en overgang blandt Næstveds største.
Virksomheden Dansk Papirforsyning blev grundlagt 15. marts i 1940 af grosserer Erhard Gerner Larsen. E.G. Larsen startede selskabet i et lokale på ca. 80 m2, med tre personer ansat, nemlig sin hustru, en lærling samt en bydreng på halv tid. Blandt virksomhedens daværende meget begrænsede sortiment var papirvare, snørebånd til sko, barberblade, bordduge samt mørklægningsgardiner. Alt sammen varer, der relaterede sig til krigen, enten som mangelvarer eller nødvendighedsvarer. Grundet krigens lange varighed og det stadigt voksende behov for disse specialvarer, oplevede Dansk Papirforsyning et stort økonomisk opsving, og de tre ansatte blev til over 150 ansatte. Virksomheden påvirkede derfor lokalsamfundet i Næstved igennem sine mange arbejdspladser, men også af historiske årsager, da den var blandt de virksomheder, der oplevede kraftige opsving under krigskonjunkturerne. Mørklægninsgardinerne var en stor del af årsagen til virksomhedens udvikling under krigen og er ligeledes blandt de varer, der gjorde virksomheden kendt i hele landet.
Efter slutningen på krigen og flere generationsskift forhandler virksomheden ikke længere mangel- eller nødvendighedsvarer. Men på disse 70 år er virksomheden gået fra at være en lokal grossistvirksomhed til at være et landsdækkende selskab med import fra mange europæiske lande samt lande i fjernøsten.
Fra 1948 omfattede virksomheden også Dansk Kartonnagefabrik I/S ved fabrikant Ernst Hasch. Men dette er ikke længere en del af Dansk Papirforsyning. Virksomheden har skiftet navn, således at den i dag hedder DP Danmark, og derved har beholdt to bogstaver fra det oprindelige navn. 
Tidligere folketingsmedlem Peder Sass er uddannet handelsmand i Dansk Papirforsyning 1959-65.